# Municipio de Jacala de Ledezma
El municipio de Jacala de Ledezma es uno de los ochenta y cuatro municipios que conforman el estado de Hidalgo, México. La cabecera municipal y la localidad más poblada es Jacala.
El municipio se localiza al noroeste del territorio hidalguense entre los paralelos 20°48′ y 21°8′ de latitud norte; los meridianos 99°1′ y 99°16′ de longitud oeste; con una altitud entre 400 y 2500 m s. n. m. Este municipio cuenta con una superficie de 440.95 km², y representa el 2.12 % de la superficie del estado; dentro de la región geográfica denominada como Sierra Gorda y una pequeña sección a la Sierra Alta.
Colinda al norte con los municipios de La Misión (Hidalgo) y Tlahuiltepa (Hidalgo); al este con los municipios de Tlahuiltepa (Hidalgo), y Nicolás Flores (Hidalgo); al sur con los municipios de Nicolás Flores (Hidalgo) y Zimapán(Hidalgo); al oeste con los municipios de Zimapán (Hidalgo), Pacula (Hidalgo), y Landa de Matamoros (Querétaro).

## Toponimia
Del náhuatl Xacallan por lo que su significado sería: ‘Lugar de los jacales’. También nombrado así en honor al coronel Guadalupe Ledezma.

## Geografía

### Relieve e hidrográfica
En cuanto a fisiografía se encuentra dentro de la provincia de la Sierra Madre Oriental (27.0%); dentro de la subprovincia del Carso Huasteco. Su territorio es completamente sierra.
En cuanto a su geología corresponde al periodo cretácico (91.0%), cuaternario (6.0%) y terciario (2.39%). Con rocas tipo ígnea intrusiva: granodiorita (2.39%); sedimentaria: caliza (90.0%) y brecha sedimentaria (1.0%); suelo: aluvial (6.0%). En cuanto a edafología el suelo dominante es leptosol (65.39%), phaeozem (24.0%), luvisol (7.0%) y regosol (3.0%).
En lo que respecta a la hidrología se encuentra posicionado en la región hidrológica del Pánuco; en la cuenca del río Moctezuma; dentro de las subcuencas de río Amajac (61.0%) y río Moctezuma (39.0%).
Cuenta con diversos mantos acuíferos subterráneos que dan vida a los nacimientos de agua de la superficie; existen lagunas que se forman en las comunidades de: el Coñesito, Laguna Seca, Agua Fría Grande, los Hoyos, Hilojuanico y la Laguna del Pinalito Alto, así como una infinidad de jagüeyes en la mayor parte de sus comunidades, sirviendo de bebederos para el ganado.

### Clima
El territorio municipal se encuentran los siguientes climas con su respectivo porcentaje: Semicálido subhúmedo con lluvias en verano, de menor humedad (69.0%), semiseco semicálido (15.0%), templado subhúmedo con lluvias en verano, de mayor humedad (7.0%), templado subhúmedo con lluvias en verano, de menor humedad (5.0%), y semiseco muy cálido y cálido (4.0%). Su temperatura media anual está en el rango de los 24 grados centígrados.

### Ecología
En cuanto a flora está formada principalmente por árboles, como el encino chaparro, ocote, enebro, encino, cedro, palo gateado, palo mulato, tepeguaje, palma, chamal, mango, nuez, cacahuate, limón. En cuanto a fauna predominan zorra de cola gris, coyotes, venado de cola blanca, guajolotes salvajes, pato, cuervos, zopilotes, halcón de ala roja, cenzontle, cardenal, primavera, dominico, clarín, tlacuache, hurón, víbora de cascabel, maguaquite, conejo gris, ardilla arbórea, vacas burros, perros, gallinas guajolotes, patos blancos, conejos, gatos, gansos y abejas, etc. .
Parte del territorio de este municipio pertenece al parque nacional Los Mármoles, decretado como Parque nacional el 8 de septiembre de 1936 con una superficie de 23 150 ha; esta área también comprende los municipios de Nicolás Flores, Pacula y Zimapán.

## Demografía

### Población
De acuerdo a los resultados que presentó el Censo Población y Vivienda 2020 del INEGI, el municipio cuenta con un total de 12 290 habitantes, siendo 5860 hombres y 6430 mujeres. Tiene una densidad de 27.9 hab/km², la mitad de la población tiene 33 años o menos, existen 91 hombres por cada 100 mujeres.
El porcentaje de población que habla lengua indígena es de 0.53 %, y el porcentaje de población que se considera afromexicana o afrodescendiente es de 0.61 %. Tiene una Tasa de alfabetización de 98.9 % en la población de 15 a 24 años, de 86.0 % en la población de 25 años y más. El porcentaje de población según nivel de escolaridad, es de 10.7 % sin escolaridad, el 62.3 % con educación básica, el 17.1 % con educación media superior, el 9.7 % con educación superior, y 0.1 % no especificado.
El porcentaje de población afiliada a servicios de salud es de 86.5 %. El 4.5 % se encuentra afiliada al IMSS, el 86.5 % al INSABI, el 8.4 % al ISSSTE, 2.3 % IMSS Bienestar, 0.1 % a las dependencias de salud de PEMEX, Defensa o Marina, 0.1 % a una institución privada, y el 0.8 % a otra institución. El porcentaje de población con alguna discapacidad es de 6.9 %. El porcentaje de población según situación conyugal, el 26.0 % se encuentra casada, el 30.9 % soltera, el 29.4 % en unión libre, el 5.9 % separada, el 0.8 % divorciada, el 7.0 % viuda.
Para 2020, el total de viviendas particulares habitadas es de 3744 viviendas, representa el 0.4 % del total estatal. Con un promedio de ocupantes por vivienda 3.3 personas. Predominan las viviendas con tabique y block. En el municipio para el año 2020, el servicio de energía eléctrica abarca una cobertura del 98.7 %; el servicio de agua entubada un 39.1 %; el servicio de drenaje cubre un 92.8 %; y el servicio sanitario un 96.2 %.

### Localidades
Para el año 2020, de acuerdo al Catálogo de Localidades, el municipio cuenta con 46 localidades.
| Código INEGI | Localidad                          | Población (2020) | Porcentaje (%) | Ámbito Población | Categoría Población |
| ------------ | ---------------------------------- | ---------------- | -------------- | ---------------- | ------------------- |
| 130310001    | Jacala                             | 4582             | 37.28          | Urbano           | Cabecera municipal  |
| 130310033    | San Nicolás                        | 664              | 5.40           | Rural            | Comunidad           |
| 130310027    | El Pinalito                        | 641              | 5.22           | Rural            | Comunidad           |
| 130310010    | Cuesta Colorada                    | 627              | 5.10           | Rural            | Comunidad           |
| 130310023    | La Palma                           | 601              | 4.89           | Rural            | Comunidad           |
| 130310028    | Plomosas                           | 529              | 4.30           | Rural            | Comunidad           |
| 130310009    | Coñecito                           | 509              | 4.14           | Rural            | Comunidad           |
| 130310011    | Los Duraznos                       | 478              | 3.89           | Rural            | Ranchería           |
| 130310029    | Quetzalapa                         | 462              | 3.76           | Rural            | Ranchería           |
| 130310048    | Agua Fría Chica                    | 302              | 2.46           | Rural            | Ranchería           |
| 130310016    | Laguna Seca                        | 254              | 2.07           | Rural            | Ranchería           |
| 130310034    | Santo Domingo                      | 248              | 2.02           | Rural            | Ranchería           |
| 130310045    | Vado Hondo                         | 202              | 1.64           | Rural            | Ranchería           |
| 130310054    | Puerto de Horcones                 | 196              | 1.59           | Rural            | Ranchería           |
| 130310014    | Los Hoyos                          | 194              | 1.58           | Rural            | Ranchería           |
| 130310007    | El Carrizal                        | 192              | 1.56           | Rural            | Ranchería           |
| 130310015    | José María Morelos                 | 189              | 1.54           | Rural            | Ranchería           |
| 130310022    | Octupilla                          | 156              | 1.27           | Rural            | Ranchería           |
| 130310020    | Minas Viejas                       | 137              | 1.11           | Rural            | Ranchería           |
| 130310021    | La Mora                            | 110              | 0.90           | Rural            | Ranchería           |
| 130310019    | Mesa de la Cebada                  | 110              | 0.90           | Rural            | Ranchería           |
| 130310003    | Agua Fría Grande                   | 101              | 0.82           | Rural            | Ranchería           |
| 130310024    | Palos Pintados                     | 95               | 0.77           | Rural            | Ranchería           |
| 130310065    | El Polvorín                        | 85               | 0.69           | Rural            | Ranchería           |
| 130310044    | Comatitlán                         | 71               | 0.58           | Rural            | Ranchería           |
| 130310035    | El Sótano                          | 64               | 0.52           | Rural            | Ranchería           |
| 130310005    | Barranca Arriba                    | 62               | 0.50           | Rural            | Ranchería           |
| 130310013    | Hilojuanico                        | 54               | 0.44           | Rural            | Ranchería           |
| 130310031    | El Refugio                         | 50               | 0.41           | Rural            | Ranchería           |
| 130310046    | Puerto de la Zorra                 | 48               | 0.39           | Rural            | Ranchería           |
| 130310043    | Carrizalito                        | 43               | 0.35           | Rural            | Ranchería           |
| 130310017    | Llanitos                           | 42               | 0.34           | Rural            | Ranchería           |
| 130310037    | Joya de Santa María                | 41               | 0.33           | Rural            | Ranchería           |
| 130310038    | Joya de las Águilas                | 34               | 0.28           | Rural            | Ranchería           |
| 130310030    | Rancho Nuevo                       | 27               | 0.22           | Rural            | Ranchería           |
| 130310063    | El Aguaje                          | 25               | 0.20           | Rural            | Ranchería           |
| 130310053    | El Calvario                        | 14               | 0.11           | Rural            | Ranchería           |
| 130310052    | El Piñón                           | 13               | 0.11           | Rural            | Ranchería           |
| 130310066    | Los Frijoles (Jacarandas) [Rancho] | 8                | 0.07           | Rural            | Ranchería           |
| 130310062    | Toribio                            | 8                | 0.07           | Rural            | Ranchería           |
| 130310051    | Oteros                             | 7                | 0.06           | Rural            | Ranchería           |
| 130310008    | El Cedral                          | 6                | 0.05           | Rural            | Ranchería           |
| 130310018    | La Mohonera (La Colmena)           | 4                | 0.03           | Rural            | Ranchería           |
| 130310042    | La Cañada                          | 2                | 0.02           | Rural            | Ranchería           |
| 130310041    | Puerto del Mezquite (La Calera)    | 2                | 0.02           | Rural            | Ranchería           |
| 130310059    | El Macoque (La Mesa del Huizachal) | 1                | 0.01           | Rural            | Ranchería           |

## Política
Se erigió como municipio el 15 de febrero de 1826. El Honorable Ayuntamiento está compuesto por: un presidente municipal, un síndico, ocho regidores, y cuarenta delegados municipales. De acuerdo al Instituto Nacional electoral (INE) el municipio está integrado por veintidós secciones electorales, de la 0608 a la 0629.
Para la elección de diputados federales a la Cámara de Diputados de México y diputados locales al Congreso de Hidalgo, se encuentra integrado al II Distrito Electoral Federal de Hidalgo y al I Distrito Electoral Local de Hidalgo. A nivel estatal administrativo pertenece a la Macrorregión V y a la Microrregión IX, además de a la Región Operativa IX Zimapán.

### Cronología de presidentes municipales
| Periodo                  | Nombre                         | Afiliación política        |
| ------------------------ | ------------------------------ | -------------------------- |
| 1964-1967                | Rito Guerrero Orduño           | -                          |
| 1967-1970                | Arturo Villeda Mayorga         | -                          |
| 1970-1973                | Ángel de la Parra Ibarra       | -                          |
| 1973-1976                | José Guadarrama Márquez        | -                          |
| 1976-1979                | Modesto Rubio Martínez         | -                          |
| 1979-1982                | Samuel León Manzanares         | -                          |
| 1982-1985                | Celia Martínez Barcenas        | -                          |
| 1985-1988                | Lázaro Aguilar Rubio           | -                          |
| 1988-1991                | Celia Martínez Barcenas        | -                          |
| 1991-1994                | Artemio Estrada Olguín         | -                          |
| 16/01/1994 al 15/01/1997 | Jesús Ricardo Amador Zamudio   | PRI                        |
| 16/01/1997 al 15/01/2000 | Josafat Estrada Mayorga        | PRI                        |
| 16/01/2000 al 15/01/2003 | Leonel Rojo Muñoz              | PRI                        |
| 16/01/2003 al 15/01/2006 | Javier Rubio Hernández         | PRI                        |
| 16/01/2006 al 15/01/2009 | Antonio Aguilar Hernández      | PRD                        |
| 16/01/2009 al 15/01/2012 | Salvador Vidarte Sandoval      | PRD                        |
| 16/01/2012 al 04/09/2016 | Claudio Salas García           | PRI                        |
| 05/09/2016 al 04/09/2020 | Manuel Rivera Pabello          | PRD                        |
| 05/09/2020 al 14/12/2020 | Blanca Esthela Acuña Manríquez | Concejo Municipal Interino |
| 15/12/2020 al 04/09/2024 | María Magdalena Rubio Pérez    | PRI                        |
| 05/09/2024 al 04/09/2027 | Kendra Martínez Sánchez        | PANALH                     |

## Economía
En 2015 el municipio presenta un IDH de 0.663 Medio, por lo que ocupa el lugar 64.º a nivel estatal; y en 2005 presentó un PIB de $299 555 479 pesos mexicanos, y un PIB per cápita de $24 845 (precios corrientes de 2005).
De acuerdo con el Consejo Nacional de Evaluación de la Política de Desarrollo Social (Coneval), el municipio registra un Índice de Marginación Alto. El 50.5% de la población se encuentra en pobreza moderada y 12.3% se encuentra en pobreza extrema. En 2015, el municipio ocupó el lugar 52 de 84 municipios en la escala estatal de rezago social.
A datos de 2015, en materia de agricultura, no representa un gran ingreso para el municipio se produce maíz con 2512 ha sembradas y el fríjol con 127 ha. En ganadería se cría ganado bovino con 1476 cabezas, ganado porcino con 2109 cabezas, ganado ovino con 924 cabezas, 640 cabezas de ganado caprino, 27135 aves de corral. Para 2015 existen 489 unidades económicas, que generaban empleos para 924 personas. En lo que respecta al comercio, se cuenta con dos tianguis, dieciséis tiendas Diconsa, y cinco tiendas Liconsa; además de un rastro.
De acuerdo con cifras al año 2015 presentadas en los censos económicos del INEGI, la Población Económicamente Activa (PEA) del municipio asciende a 4173 de las cuales 3923 se encuentran ocupadas y 250 se encuentran desocupadas. El 27.71% pertenece al sector primario, el 21.34% pertenece al sector secundario, el 50.40% pertenece al sector terciario.